# Partido de la Liberación Dominicana
El Partido de la Liberación Dominicana (PLD), es un partido político de la República Dominicana, de tendencia centroizquierda fundado en el año 1973 por Juan Bosch. De acuerdo a sus estatutos, el Partido de la Liberación Dominicana se define como un partido progresista, popular y moderno, cuyo objetivo es completar la obra de Juan Pablo Duarte y los trinitarios, mediante el fortalecimiento de la democracia, la libertad, la justicia social y la inclusión social, la modernidad, el progreso, el desarrollo sostenible, la equidad de género, la protección del medio ambiente, la adaptación al cambio climático, la solidaridad, la paz, y la defensa de la identidad nacional.
El Boschismo constituye la teoría oficial del Partido, entendida como un conjunto de principios, interpretaciones de acontecimientos históricos, sociólogicos, políticos e ideológicos, métodos y lineamientos organizativos desarrollados y explicados en la obra política del profesor Juan Bosch y demostrados con su vida patriótica e intelectual.
El Partido de la Liberación Dominicana es conocido por las siglas PLD, siendo su distintivo una bandera de color morado, en forma triangular, con una estrella amarilla de cinco puntas colocada en el ángulo superior.

## Historia
El partido fue fundado el 15 de diciembre de 1973, surgió de una escisión del Partido Revolucionario Dominicano (PRD) a raíz del abandono de su fundador y máximo dirigente, Juan Bosch, junto a un grupo de antiguos miembros del partido, que desde la fundación del PRD en 1939 había sido la figura más destacada de la oposición al régimen de Rafael Leónidas Trujillo (1930 - 1961) y, a partir de 1966, al Gobierno de Joaquín Balaguer . Su propósito declarado fue construir una organización que tuviera como objetivo completar la obra de Juan Pablo Duarte: "lograr una patria libre, soberana e independiente, en la cual impere la justicia social y el respeto a la dignidad humana". Para cumplir ese objetivo se entendió que era necesaria la creación de una sólida organización, de líderes, con métodos de trabajo diferentes que aseguraran una sólida disciplina, una mística arraigada y una vocación de trabajo por el pueblo dominicano, basados en el trabajo colectivo, la unificación de criterios y los principios del centralismo democrático. 
Para entender las características organizativas del partido en el momento de su fundación es necesario no perder de vista que el surgimiento de una determinada configuración partidaria es producto de causas sociales o políticas específicas. De ahí que la estructura y organización que se dio, en sus inicios, el Partido de Liberación Dominicana, (PLD), sea una consecuencia de la coyuntura existente tanto en el plano nacional como en el internacional en 1973. 
El Partido surgió pocos meses después del fracaso del movimiento guerrillero encabezado por Francisco Caamaño Deñó. Este fracaso puso fin, en cierta medida, a un período de la historia de la República Dominicana que se había iniciado con la revuelta del 24 de abril de 1965, acontecimiento surgido como consecuencia del derrocamiento del gobierno presidido por el profesor Juan Bosch en septiembre de 1963 y que buscaba el retorno de este al poder. Cuatro días después de haberse iniciado la revuelta del 24 de abril, argumentando que se buscaba impedir el surgimiento de una nueva Cuba, el gobierno de los Estados Unidos ordenó la intervención militar del país por tropas norteamericanas, impidiendo la concreción de las demandas del movimiento constitucionalista y creando las condiciones para el retorno al poder del Dr. Balaguer, quien gobernó la República Dominicana desde 1966 a 1978. Todos esos acontecimientos produjeron cambios profundos en el pensamiento político de Juan Bosch, que se expresaron a través de una serie de libros y artículos publicados a partir de 1968. Entre estos libros se encuentran "Dictadura con respaldo popular", "El pentagonismo sustituto del imperialismo", "Composición social dominicana", "De Cristóbal Colón a Fidel Castro: El Caribe Frontera Imperial".  En ese contexto, la nueva organización política nació comprometida con el ideal de la liberación nacional.
De este modo, el partido surgió como una organización política integrada por hombres y mujeres de vocación patriótica, que lucha por la libertad, el progreso y el bienestar de los dominicanos y los demás pueblos del mundo, privilegiando su acción política a favor de los grupos más desposeídos y vulnerables de la sociedad.

El Partido de Liberación Dominicana ha ganado 5 elecciones presidenciales, 4 de ellas de manera consecutivas, siendo uno de los principales partidos políticos de la República Dominicana.

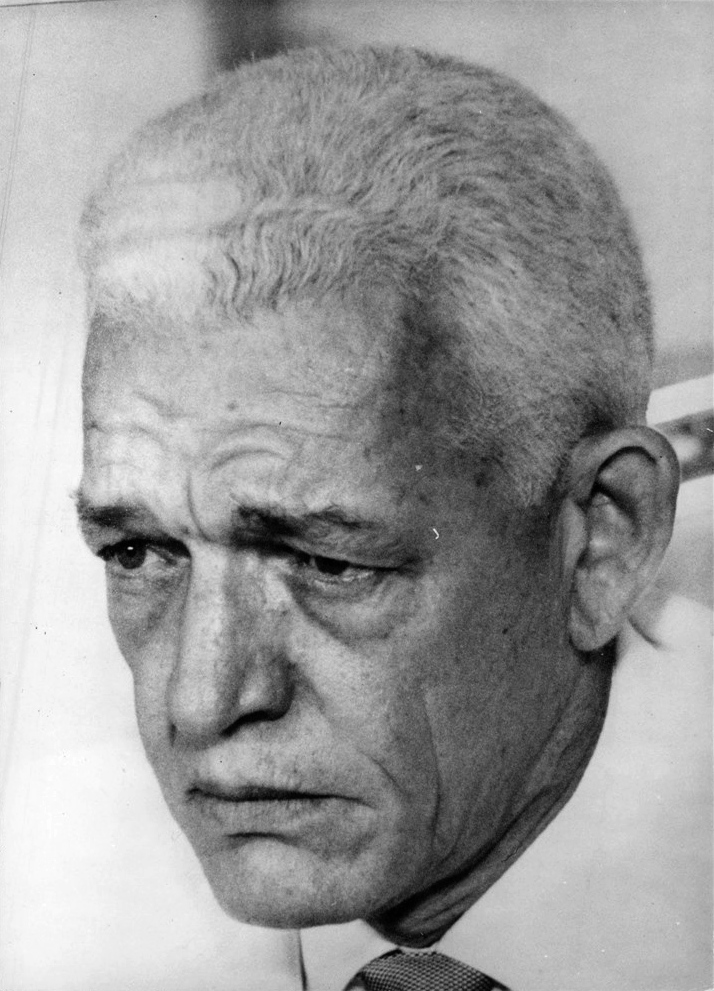
Juan Bosch, presidente Ad-Vitam del Partido de la Liberación Dominicana (1973-2001)

## Procesos electorales
Ha participado en las elecciones presidenciales dominicanas de 1978, 1982, 1986, 1990, 1994, 1996, 2000, 2004, 2008, 2012, 2016, 2020 y 2024.   
Del 1978 al 1994, Bosch fue su candidato presidencial, no ganó en ninguno de los comicios mencionados. 

## Triunfo electoral
En un contexto de prohibición de la reelección consecutiva en la reforma constitucional efectuada en el año 1994, Joaquín Balaguer no tuvo posibilidad de volver a competir en las elecciones del año 1996. El PLD, cuya dirección política había convencido a Juan Bosch de que debía retirarse de la actividad política por su enfermedad ya avanzada (Alzheimer), seleccionó al doctor Leonel Fernández como candidato a la presidencia para las elecciones de 1996 y al doctor Jaime David Fernández Mirabal como candidato a la vicepresidencia.
Con un sistema de doble vuelta establecido en la reforma constitucional del año 1994, los resultados de la primera vuelta colocaron al PLD en el segundo lugar con un 38.9% de los votos. Su principal contendor, el Partido Revolucionario Dominicano (PRD) que llevó como candidato presidencial al doctor José Francisco Peña Gómez alcanzó como partido el 41% de los votos, acumulando entre los dos partidos  el 80% del electorado en primera vuelta. El Partido Reformista Social Cristiano (PRSC), que llevó como candidato al licenciado Jacinto Peynado Garrigosa obtuvo el 15% de los votos.
Como ninguno de los dos partidos más votados logró acumular el 50% más 1 voto que exigía la nueva Constitución dominicana, se tuvo que celebrar una segunda vuelta. En la segunda vuelta el doctor Joaquín Balaguer y el Partido Reformista Social Cristiano decidieron apoyar al PLD por lo cual firmaron un pacto denominado Frente Patriótico, que reunió a los dos grandes líderes de la transición democrática dominicana: Juan Bosch y Joaquín Balaguer.
Las elecciones se celebraron el 15 de julio de 1996, y los resultados favorecieron al Partido de la Liberación Dominicana con Leonel Fernandez como candidato presidencial al obtener el 51.25% de la votación. El PLD se convirtió en partido de gobierno, abriéndose una nueva etapa en la vida política del país.

## Elecciones presidenciales 2000, 2004, 2008 y 2016
Las elecciones presidenciales del año 2000 fueron ganadas por el Partido Revolucionario Dominicano (PRD), que obtuvo en total el 49.89% de los votos, el Partido de la Liberación Dominicana obtuvo el 24.9% de los votos y el Partido Reformista Social Cristiano el 24.6%. No obstante, el Partido de la Liberación Dominicana decidió aceptar la derrota electoral y evitar un escenario de segunda vuelta electoral.
En las elecciones celebradas el 16 de mayo de 2004, las cuales estuvieron marcada por una gran crisis económica que estalló en el país durante el gobierno del Partido Revolucionario Dominicano (PRD), el Partido de la Liberación Dominicana (PLD) llevó como candidato a la presidencia al doctor Leonel Fernández y al doctor Rafael Alburquerque como candidato a la vicepresidencia, en las que obtuvo junto a fuerzas políticas aliadas, el 57.11% de los votos emitidos.  
Para las elecciones presidenciales celebradas el 16 de mayo de 2008, luego de lograr un periodo de estabilidad macroeconómica y de superación de incertidumbre económica previa, el Partido de la Liberación Dominicana volvió a ganar las elecciones presidenciales de ese año, en las que obtuvo el 53.5% de los votos emitidos. 
Al llegar al año 2012, el Partido de la Liberación Dominicana, seleccionó al licenciado Danilo Medina como candidato a la presidencia y a la doctora Margarita Cedeño como candidata a la vicepresidencia. En las elecciones celebradas ese año, el PLD junto a otras organizaciones políticas que concurrieron aliadas, obtuvo el 51.21% de la votación. Entre el 2012 y 2016, fue un periodo de auge económico, lo que impactó en la reducción de la pobreza y el crecimiento de la clase media; el país mostró un excelente desempeño económico, logró crecer en forma importante con estabilidad de precio y estabilidad de su moneda. Por igual, se dio respuesta a reclamos sociales y se honró el compromiso de mayor asignación presupuestaria a la educación.
En las elecciones presidenciales de 2016, el Partido de la Liberación Dominicana (PLD) obtuvo una contundente victoria con el 61.74 % de los votos, una de las más amplias alcanzadas en comicios democráticos recientes en el país. Sin embargo, durante el segundo mandato del presidente Danilo Medina, comenzaron a evidenciarse tensiones internas dentro del partido. Leonel Fernández, expresidente de la República y entonces presidente del PLD, manifestó su interés en aspirar nuevamente a la candidatura presidencial para las elecciones de 2020, lo que generó divisiones entre los sectores que respaldaban su liderazgo y aquellos que apoyaban la continuidad del proyecto político de Medina.
Durante este período, se produjeron desacuerdos en torno al funcionamiento institucional del partido y la toma de decisiones, lo que debilitó su cohesión interna. Las primarias del PLD, celebradas en octubre de 2019, dieron como resultado la elección de Gonzalo Castillo como candidato presidencial. Tras cuestionar el proceso y sus resultados, Leonel Fernández presentó su renuncia al PLD y posteriormente fundó la Fuerza del Pueblo, conformada por dirigentes y simpatizantes que lo respaldaban. Este episodio marcó una fractura importante para el partido, que afectó su desempeño en las elecciones de 2020.
Así mismo, afloraron una serie de escándalos que desmejoraron la imagen del gobierno y del partido. Entre los de mayor impacto destacan como más sonoros los de Odebrecht, de la OMSA y de la Oficina Supervisora de Obras del Estado. A lo anterior se agrega que durante el periodo 2016-2020 se percibió un serio deterioro institucional que irritó mayormente a sectores medios que se habían desarrollado al amparo del buen desempeño económico del país. Asimismo, la manera como el entonces procurador general de la República trató a la doctora Miriam Germán Brito en audiencia pública por televisión, quien aspiraba a mantener un puesto en la suprema corte de justicia, conmociono e irritó a la generalidad de los sectores sociales del país, principalmente de la clase media.

## Elecciones presidenciales 2020
Posteriormente en las elecciones generales de 2020 fue derrotado por el Partido Revolucionario Moderno (PRM), el cual se consagró como la principal fuerza opositora política del país, debilitando la fuerza del PLD. De manera individual ambos partidos lograron acumular el 81.67% de la votación (48,7% el PRM y 32.97% el PLD). La denominada Fuerza del Pueblo, obtuvo el 5.7%, el PRD obtuvo el 2.38% y el PRSC, el 1.80%. Recientemente fue debilitado completamente en las elecciones generales de 2024 por el Partido Revolucionario Moderno (PRM) obteniendo solo un 10.39%, muy por debajo de lo logrado en 2020.

## Elecciones presidenciales 2024
En las elecciones presidenciales de 2024 en la República Dominicana, el PLD experimentó su peor desempeño electoral en décadas, al obtener solo el 10.39 % de los votos con su candidato Abel Martínez. Este resultado evidenció un marcado declive en su influencia política, contrastando con su antiguo rol como partido dominante. Mientras el PRM consolidó su liderazgo con la reelección de Luis Abinader (obtuvo el 57.44%) y la Fuerza del Pueblo (28.85%) se posicionó como la principal fuerza opositora. El PLD enfrenta el desafío de una profunda reestructuración para recuperar su relevancia en el escenario político nacional.

## Órganos de dirección
Actualmente, tiene una matrícula de más de un millón de dominicanos inscritos en sus filas.

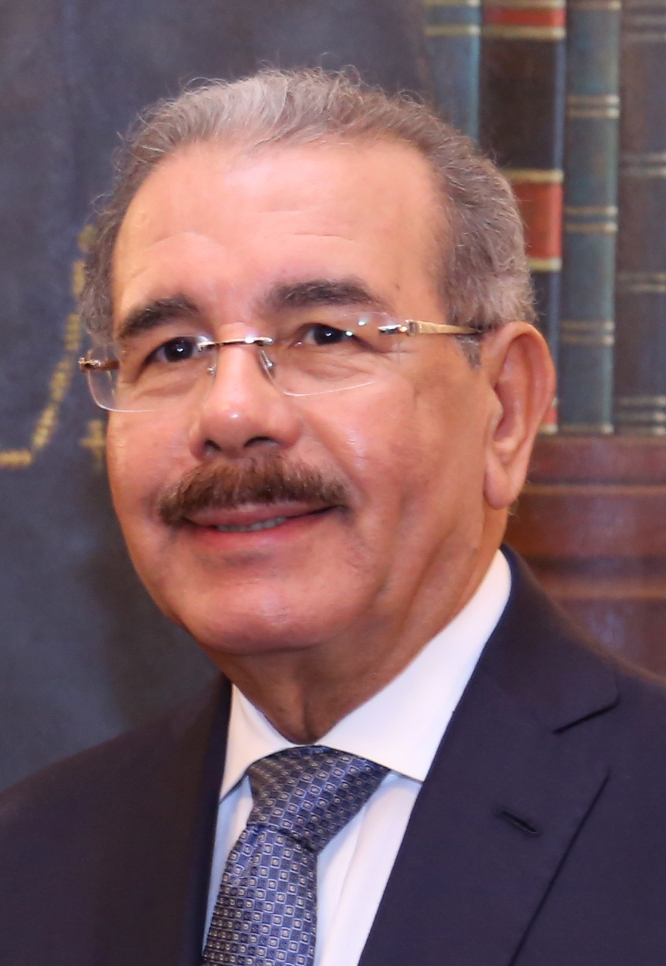
Danilo Medina. Presidente del Partido de la Liberación Dominicana en la actualidad.

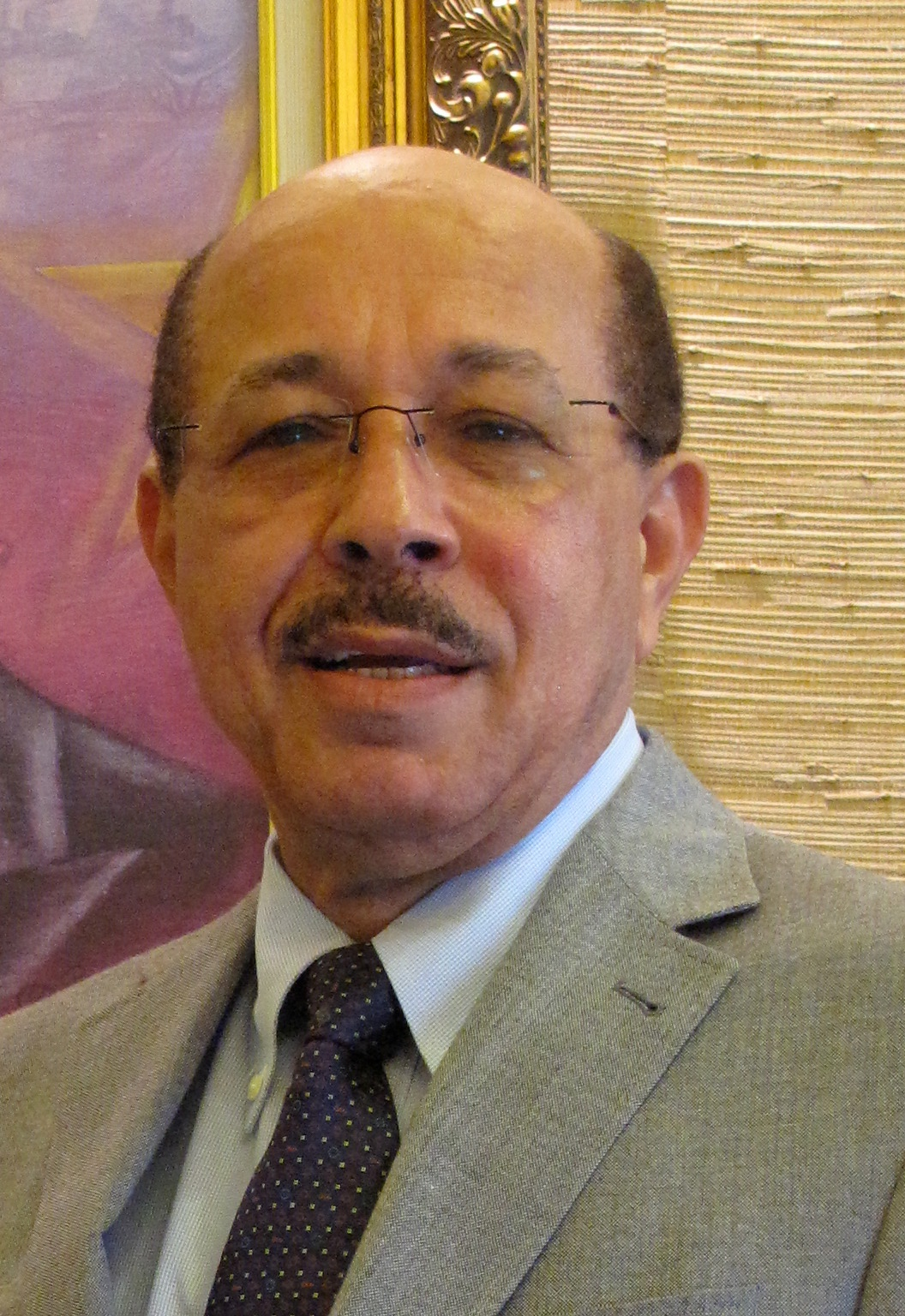
Temístocles Montás, expresidente del Partido de la Liberación Dominicana 2019-2021(interino).

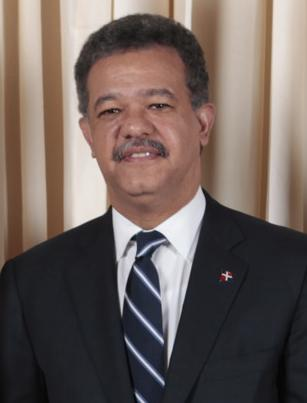
Leonel Fernández, expresidente del Partido de la Liberación Dominicana (2001-2019)

Sus órganos de dirección son:

### Comité Central
El Comité Central es la dirección e instancia superior del Partido después del Congreso y está compuesto por 955 miembros.
Los miembros del Comité Central serán elegidos mediante el voto secreto y universal de la mayoría simple de los votos válidos emitidos por los y las miembros del Partido registrados.
Son atribuciones del Comité Central:
1. Elegir entre sus miembros a los miembros del Comité Político, con excepción del presidente y el secretario general del Partido.
2. Establecer las tácticas generales que permitan el cabal cumplimiento de las metas estratégicas establecidas por el Congreso Nacional.
3. Crear los organismos y órganos que juzgue conveniente para el cumplimiento de las metas estratégicas;
4. Elegir los titulares de las Secretarías.
5. Trazar los lineamientos generales de los planes de trabajo del Partido para organismos y órganos.
6. Sancionar los informes del Comité Político y del Secretariado.
7. Cumplir y hacer cumplir los Estatutos del Partido y sus métodos de trabajo, así como juzgar a sus integrantes.
8. Someter a todos los miembros del Partido una lista de los candidatos a miembros del Comité Central, acompañada de las evaluaciones de cada uno de ellos y de su correspondiente fotografía.
9. Evaluar anualmente de manera objetiva el trabajo de cada uno de sus miembros y comunicar a las bases el resultado de la evaluación.
10. Proponer al Congreso Elector del Partido los nombres de los precandidatos a la Presidencia de la República, escogidos con el voto de las dos terceras partes de sus miembros.
11. Someter a la ratificación del Congreso Elector del Partido el candidato a la Vicepresidencia de la República escogido previamente por el candidato a la Presidencia.
12. Sancionar las alianzas o acuerdos que proponga el Comité Político con otras organizaciones políticas.
13. Velar por la plena vigencia de la democracia partidaria haciendo prevalecer la voluntad de las bases expresada a través de sus decisiones mayoritarias.
14. Someter a la decisión de todos los organismos del Partido aquellos asuntos que por su importancia lo requieran.

### Comité Político
El Comité Político es el organismo ejecutivo del Comité Central y está integrado por el presidente del Partido, el secretario general y cuarenta y tres (43) miembros plenos, conforme lo establecen sus Estatutos aprobados. 
El Comité Político tendrá como voceros oficiales al presidente y al secretario general del Partido.
El Comité Político tiene por funciones:
1. Disponer las medidas que aseguren el cumplimiento de las tácticas generales establecidas por el Comité Central y de las metas estratégicas establecidas por el Congreso;
2. Dirigir las relaciones del Partido con otras organizaciones políticas, con el Estado y las relaciones partidistas internacionales, previa consulta al Comité Central;
3. Recomendar al Comité Central la aprobación, modificación o revocación de los reglamentos para la aplicación de estos Estatutos.
4. Proponer a la plenaria del Congreso, uno a uno, hasta un diez por ciento de la matrícula estatutaria del Comité Central.
5. Designar a los Subsecretarios de las Secretarías del Comité Central, previa recomendación del Secretariado.
6. Presentar informes al Comité Central, incluido el informe anual sobre la situación orgánica y política del Partido.
7. Fijar las asignaciones del personal remunerado del Partido, previa consulta a los organismos intermedios y municipales.
8. Tomar las decisiones de lugar en todos los casos que, a su juicio, puedan afectar la vida del partido e informar de ellas al Comité Central.
9. Dirigir la política del Partido en ambas Cámaras del Congreso, así como designar y dirigir la Comisión Político-Técnica relacionada con los Ayuntamientos.
10. Designar cuando las circunstancias lo ameriten y las decisiones interna del pleno del Comité Político lo determinen, a los Presidentes de los Bufetes Directivos de la Cámara de Diputados y del Senado de la República, así como a los voceros de la bancada del partido en la Cámara de Diputados y el Senado.
11. Hacer reserva de candidaturas a senadurías, diputaciones y alcaldías para procesos electorales en las diferentes provincias del país.
12. Convocar y dirigir el Pleno Nacional de Dirigentes.

| Integrantes                   |
| ----------------------------- |
| Danilo Medina                 |
| Charlie Mariotti              |
| Temístocles Montás            |
| Margarita Cedeño              |
| Jaime David Fernández Mirabal |
| Francisco Domínguez Brito     |
| Abel Martínez                 |
| Cristina Lizardo              |
| Euclides Gutiérrez Félix      |
| Lidio Cadet                   |
| Alejandrina Germán            |
| Francisco Javier García       |
| José Ramón Fadul              |
| Radhamés Segura               |
| Ramón Ventura Camejo          |
| Danilo Díaz                   |
| Rubén Bichara                 |
| Domingo Contreras             |
| Andrés Navarro                |
| Gonzalo Castillo              |
| Melanio Paredes               |
| Miriam Cabral                 |
| Simón Lizardo                 |
| Carlos Amarante Baret         |
| Lucía Medina                  |
| Radhamés Camacho              |
| Carlos Pared Pérez            |
| Alexis Lantigua               |
| Gustavo Sánchez               |
| Víctor Suárez                 |
| Karen Ricardo                 |
| Iván Lorenzo                  |
| Robert De La Cruz Carpio      |
| Rubén Darío Cruz              |
| Alejandro Montás              |
| José Ramón Peralta            |
| Margarita Pimentel            |
| Tommy Galán                   |
| Armando García                |
| Juan Ariel Jiménez            |
| José Dantés Díaz              |
| Johnny Pujols                 |
| José Del Castillo             |
| Iris Guaba                    |
| Rafael Hidalgo                |
| Maribel Acosta                |

## Símbolos
- Su símbolo: es la estrella de cinco puntas de color amarillo.
- Color: morado (Se identifica con este partido el morado, pero en la práctica se usa púrpura, debido a la confusión de los nombres de los colores.)
- Lema: "Servir al partido para servir al Pueblo".

## Presidentes del PLD
Juan Bosch: 1973-2001
Leonel Fernández: 2001-2019
Temístocles Montás (Interino): 2019-2021
Danilo Medina: 2021- 2025 (Actualmente) 

## Secretarios Generales del PLD
Antonio Abreu:            1973-1978
Rafael Alburquerque:  1978-1983
LIdio Cadet:                 1983-1999
José Tomás Pérez:      1999-2001
Reinaldo Pared Pérez: 2001-2021
Charlie Mariotti:
2021 - 2024